# História das duas Índias
A Histoire philosophique et politique des établissements et du commerce des Européens dans les deux Indes, mais conhecido simplesmente como Histoire des deux Indes, ou, em português, História das duas Índias, é uma enciclopédia sobre o comércio entre a Europa e o Extremo Oriente, a África e as Américas. Foi publicado anonimamente em Amsterdã em 1770 e atribuído ao abade Guillaume Thomas Raynal .  Alcançou considerável popularidade e passou por inúmeras edições. A terceira edição, publicada em Genebra em 1780, foi censurada na França no ano seguinte. 
A Histoire des deux Indes preencheu uma necessidade pública de conhecimento na Era do Iluminismo, respondendo a perguntas que preocupavam as mentes daqueles no final do século XVIII, na época da Revolução Francesa .

## Conteúdo
A ideia de Raynal era escrever uma história dos empreendimentos europeus nas Índias Orientais e no Novo Mundo, tendo observado a influência das grandes explorações na civilização europeia.
A obra discute primeiro os portugueses e suas colônias orientais, passando a contar uma história dos empreendimentos britânicos e franceses, depois espanhóis, holandeses e outras potências europeias no Oriente. Em seguida, ele volta sua atenção para todas as conquistas, perdas, colônias e comércio europeus nas Américas. O comércio europeu com várias regiões costeiras da África é discutido, principalmente sobre escravidão e, particularmente, o comércio transatlântico de escravos. Finalmente, há uma série de ensaios sobre religião, política, guerra, comércio, filosofia moral, belas-letras e assim por diante. 

## Estilo
A Histoire des deux Indes falta consistência em seu estilo: Raynal limitou-se a coletar artigos fornecidos por amigos e peças emprestadas de textos publicados existentes, sem se dar ao trabalho de retrabalhá-los.

## Autores
Embora o livro tenha sido publicado anonimamente, alguns autores são conhecidos, mesmo que apenas de nome. 
- Segundo Melchior Grimm, Denis Diderot contribuiu com grande parte da obra.  Ele é certamente um dos seus principais colaboradores, estimando-se que tenha escrito entre um terço e um quinto do livro, especialmente as partes sobre temas filosóficos.
- O décimo nono capítulo, que resume a doutrina e tira conclusões, foi de Alexandre Deleyre .
- Sobre assuntos relativos ao comércio, Raynal utilizou os escritos de Jacques Paulze, d'Aranda e Manuel de Faria e Sousa .
- Sobre temas filosóficos, além de Diderot, ele utilizou os escritos de Paul Henri Thiry d'Holbach, Jacques-André Naigeon e Jean de Pechméja [2]
- Ele também utilizou trabalhos de Abbé Martin, do médico Dubreuil, Valadier, Jean-François de Saint-Lambert, Joseph-Louis Lagrange e Jacques-André Naigeon .

Orgulhoso de seu trabalho, Raynal às vezes se esquecia de que ele era tão bom quanto seus colaboradores o tornavam. Isso pode ser visto nos artigos fornecidos pelo Dr. Sanchez, autor sobre Portugal e suas possessões nas Índias Orientais e Ocidentais. Certa vez, Pechméja encontrou Sébastien-Roch Nicolas de Chamfort lendo a Histoire des deux Indes : "O que você encontrou?", ele perguntou. "Acabei de ler uma peça excelente, mas termina com uma frase tão horrível" ( em francês: Je viens de lire un morceau excellent, mais qui se termine par une phrase pitoyable   ). "Deixe-me ver: você está certo. Eu acho que o que Raynal escreve é um absurdo; ele acrescentou essa frase, o resto é meu". ( em francês: Faites-moi donc voir; vous avez raison. Je pensais bien que Raynal ferait des sottises; il a ajouté cette phrase, le reste est de moi.   ) Quando Raynal deixou Paris, Chamford disse Il est fatigué de vivre avec son auteur ("Ele está cansado de viver com seu autor").

## Recepção

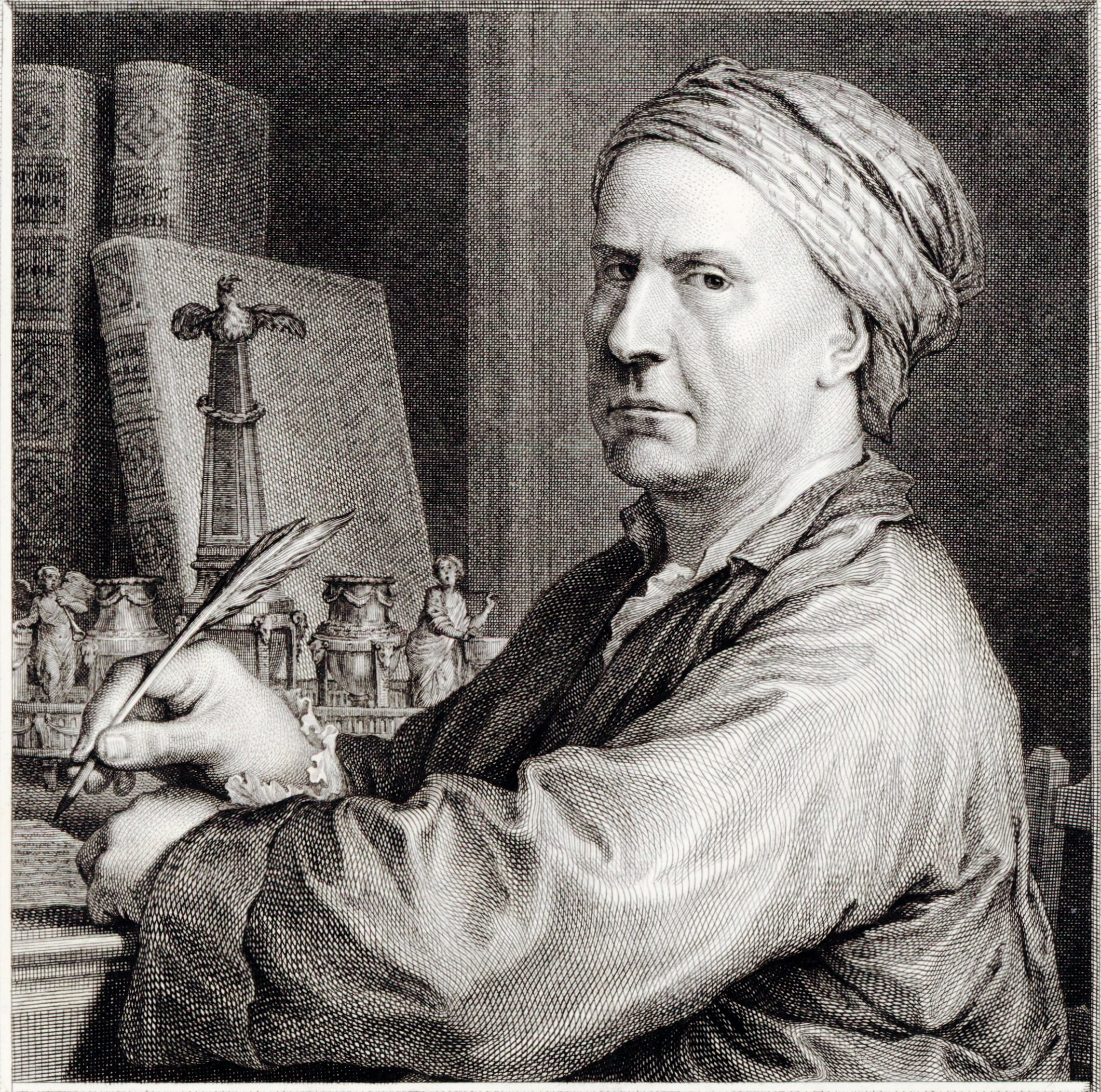
Retrato de Guillaume-Thomas Raynal assinando a terceira edição

Il est tantôt rigoriste comme Richardson, tantôt immoral comme Helvétius, tantôt enthousiaste des vertus douces et tendres, tantôt de la débauche, tantôt du courage féroce; traitant l’esclavage d’abominable et voulant des esclaves; déraisonnant en physique, déraisonnant en métaphysique et souvent en politique. Il ne résulte rien de son livre, sinon que l’auteur est un homme de beaucoup d’esprit, très instruit, mais qui n’a aucune idée arrêtée, et qui se laisse emporter par l’enthousiasme d’un jeune rhéteur. Il semble avoir pris à tâche de soutenir tous les paradoxes qui se sont présentés à lui dans ses lectures et dans ses rêves.
(Ele é às vezes rigoroso como Richardson, às vezes imoral como Helvétius, às vezes entusiasmado com virtudes gentis e ternas, às vezes com libertinagem, às vezes com coragem feroz; tratando a escravidão como algo abominável e carente de escravos; irracional na física, irracional na metafísica e muitas vezes na política. Nada sobressai do seu livro, exceto que o autor é um homem de grande espírito, muito culto, mas que não tem ideias fixas e que se deixa levar pelo entusiasmo de um jovem retórico. Ele parece ter assumido a responsabilidade de dar suporte a todos os paradoxos que lhe foram apresentados em suas leituras e em seus sonhos.)
Na época, a Histoire des deux Indes foi considerada uma enciclopédia da era colonial e a Bíblia do anticolonialismo na Era do Iluminismo .
Em 1780, Raynal produziu a terceira edição de sua Histoire des deux Indes, que se caracterizou por tiradas mais ousadas e violentas que as duas anteriores, e sob a sua assinatura na parte inferior do seu retrato acrescentou a inscrição: Au défenseur de l’humanité, de la vérité, de la liberté ("Em defesa da humanidade, da verdade e da liberdade").
Luís XVI encaminhou o livro ao Parlamento de Paris para censura, e também à Igreja. Foi proibido e queimado pelo carrasco público em 29 de maio de 1781. Declarado inimigo público, Raynal foi forçado a deixar a França e ir para a Prússia, onde permaneceu grande parte de seu exílio. Ele foi autorizado a retornar à França em 1787, com a condição de não entrar em Paris.
Hoje, a acadêmica Jenny Mander observa que há sentimentos mistos e confusão geral sobre se Histoire des deux Indes é um texto anticolonialista, pois há muitas contradições na própria peça. Por um lado, Raynal faz muitas declarações que são contra a desumanidade geral dos europeus e critica a tomada de terras que são tomadas apenas para ganho europeu e deixam os povos nativos vulneráveis. Por essas razões, alguns consideram o texto anticolonialista. Por outro lado, Raynal e os seus colaboradores ainda consideram os escravos e o trabalho escravo essenciais para a economia europeia e consideram os seus planos para emancipação instantânea de todos os escravos. Com tantas opiniões opostas e vários outros escritores que contribuíram com suas perspectivas, a recepção hoje também é claramente bastante confusa. 

## Edições

### Atual
- Histoire philosophique et politique des établissements et du commerce des Européens dans les deux Indes. Paris: Bibliothèque des introuvables. 2006. ISBN 978-2-84575-194-1

### Disponível online
- 1770: Histoire philosophique et politique des établissemens & du commerce des européens dans les deux Indes ], Amsterdã, [sn], 1770, 6 volumes octavo, disponível em Gallica
- 1773: Atlas portatif pour servir l'intelligence de l'histoire philosophique et politique des établissements et du commerce des Européens dans les deux Indes, Amsterdã, 1773
- 1780: Histoire philosophique et politique des établissemens et du commerce des Européens dans les deux Indes, Genebra, J.-L. Pellet, 1780, 4 volumes mais um atlas em quarto, BnF No. FRBNF31182796m
- 1783, tradução inglesa da 3ª edição francesa publicada em 1780: [4] Uma história filosófica e política dos assentamentos e do comércio dos europeus nas Índias Orientais e Ocidentais, traduzida por JO Justamond, Londres, W. Strahan e T. Cadell, 1783, 8 volumes, disponível (Volume 1, 2, 3, 4, 5, 6, 7, 8 ) no Internet Archive .

## Links externos
- «Les 49 éditions de l'Histoire des deux Indes». abbe-raynal.org (em francês). 2007. Consultado em 29 October 2015 Verifique data em: |acessodata= (ajuda)
- A Philosophical and Political History of the Settlements and Trade of the Europeans in the East and West Indies